# 常振铮
常振铮（1929年12月—2021年6月16日），北京房山人，中共党员，中国教育家、北京广播学院院长、高级工程师、优秀共产党员，毕业于清华大学。

## 生平
1929年12月，生于今北京市房山区。1947年9月至1950年12月，于清华大学电机系电讯组学习。1950年12月，参加中国人民解放军海军。1960年4月至1966年2月，任中国人民解放军海军航空兵部无线电处副处长。1966年2月，转业至北京广播学院，历任无线电系教师、党总支委员、系主任。1980年4月至1983年6月，任北京广播学院党委常委、副院长。1983年7月至1993年1月，任北京广播学院党委常委、院长。1983年7月至1985年9月，主持学院党委工作。曾任广播电影电视部科技委常委、中国广播电视学会常务理事、清华大学兼职教授、北京电子学会广播委员会副主任、广电总局老科协顾问。
2021年6月16日23点14分逝世于北京，享年91岁。